# 黑蝠王
黑蝠王（英語：Black Bolt），本名布黑格·伯特剛（Blackagar Boltagon），是一名在漫威漫畫中出現的虛構超級英雄，由作家史丹·李和藝術家傑克·科比所創作。黑蝠王首次於《驚奇4超人》#45中登場。

## 人物
黑蝠王為異人族的國王，亦是亞提蘭的統治者，同時負責保管六顆無限寶石中的空間寶石。
在胎兒時期，因為接觸到泰瑞根之霧而從此獲得能發出超強大的聲波的能力，只要一開口就會發出毁滅性的超音速聲波。由於發聲就有可能摧毀城市，為了保護其他人，黑蝠王自幼便被父母送到隔音室隔離，且須穿上抑制力量的衣物以控制能力。
由於不能開口說話，黑蝠王平常是透過腦電波向妻子梅杜莎傳達指令，頭上帶着的音叉可以減少聲波的威力。
黑蝠王被蜘蛛人評為漫威宇宙中能力僅次於哨兵的超級英雄。
黑蝠王具有超人的體力和感官，單憑力氣可以與石頭人匹敵，力量甚至可以和雷神索爾抗衡，速度和快銀不相上下；黑蝠王亦可反地心吸力飛行、擁有極高心靈防禦能力和控制質能的能力等。
在漫威宇宙中，黑蝠王的力量數一數二，能輕鬆壓制未持有無限寶石的薩諾斯，是漫威宇宙中領頭的一線英雄。平時相當沉默，重視國家勝過家庭，目前和其他宇宙異人的四族女首領聯姻。

## 其他媒體

### 電視
- 《新驚奇4超人（英语：Fantastic Four (comic book)）》
- 《浩克與狂砸特工隊（英语：Hulk and the Agents of S.M.A.S.H.）》：由克蘭西·布朗配音。
- 《終極蜘蛛俠》：由弗雷德·塔賽歐塔爾（英语：Fred Tatasciore）配音[1]。
- 《星際異攻隊（英语：Guardians of the Galaxy (TV series)）》：由特雷弗·德瓦爾（英语：Trevor Devall）配音[2]。
- 《復仇者聯盟：正義出擊（英语：Avengers Assemble (TV series)）》：由弗雷德·塔賽歐塔爾（英语：Fred Tatasciore）配音。
- 漫威電影宇宙：由安森·蒙特飾演黑蝠王。
  - 《異人族》[3][4]（2017年）：真人電視劇

### 電影
- 《浩克星球》：動畫電影，作為光明會的成員之一登場。

- 漫威電影宇宙：由安森·蒙特回歸飾演黑蝠王。
  - 《奇異博士2：失控多重宇宙》（2022年）：客串，838號宇宙中的光明會成員。

### 遊戲
- 《漫威英雄 Online》[5]
- 《乐高漫威超级英雄》：電子遊戲[6]。
- 《漫威：未來之戰》：手機遊戲，黑蝠王是玩家可使用角色之一。
- 《漫威超級戰爭》

## 外部連結
- Black Bolt （页面存档备份，存于） 超級英雄數據庫
- Marvel Comics Database: Black Bolt （页面存档备份，存于）